# (8989) 1979 XJ
1979 أكس جاي (ويعرف أيضًا باسم (8989) 1979 أكس جاي وفق تسمية الكوكب الصغير) (بالإنجليزية: 1979 XJ)‏ هو كويكب ضمن حزام الكويكبات؛ وترتيبه 8989 من حيث الاكتشاف.
اكتُشف هذا الجُرم الفلكي بواسطة هنري ديبهون في 15 ديسمبر 1979.

## وصلات خارجية
- (8989) 1979 XJ في قاعدة بيانات مختبر الدفع النفاث لأجرام النظام الشمسي الصغيرة

- الاكتشاف · مخطط المدار ·  العناصر المدارية · المعلمات المادية

- (8989) 1979 XJ على موقع ويكي سكاي: DSS2, SDSS, GALEX, IRAS, Hydrogen α, X-Ray, Astrophoto, Sky Map, Articles and images